# Lebediwka (Wyschhorod)
Lebediwka (ukrainisch Лебедівка, russisch Лебедевка Lebedewka) ist ein Dorf in der ukrainischen Oblast Kiew mit etwa 1200 Einwohnern (2006).
Das im Jahre 1917 gegründete Dorf liegt am Ostufer des zum Kiewer Meer angestauten Dnepr im Rajon Wyschhorod 20 km nordöstlich vom Rajonzentrum Wyschhorod und 39 km nördlich von Kiew.
Am 12. Juni 2020 wurde das Dorf ein Teil der neugegründeten Landgemeinde Pirnowe, bis dahin bildete es die gleichnamige Landratsgemeinde Lebediwka (Лебедівська сільська рада/Lebediwska silska rada) im Osten des Rajons Wyschhorod.